# Zen (microarchitecture)
Pour les articles homonymes, voir zen (homonymie).
Bulldozer Zen+
Zen est le nom de code pour la microarchitecture utilisée pour la première fois dans les processeurs Ryzen d'AMD en février 2017.

Une illustration de la microarchitecture Zen.

## Historique
La première démonstration de l'architecture Zen a eu lieu à l'E3 2016.
La version Zen+ est sortie en avril 2018, Zen 2 en juillet 2019, Zen 3 en novembre 2020, Zen 4 en septembre 2022 et Zen 5 en juillet 2024.

## Description
Les premiers processeurs basés sur Zen sont gravés en 14 nm, apportant une meilleure efficacité énergétique que l'architecture Bulldozer précédente. L'architecture Zen utilise les sockets AM4 (pour Ryzen), TR4 (pour Ryzen Threadripper) et Socket SP3 (pour Epyc).
La microarchitecture est construite à partir de zéro par une équipe dirigée par Jim Keller, arrivé en 2012, qui prend son départ en septembre 2015. L'un des principaux objectifs d'AMD avec Zen était une augmentation d'IPC d'au moins 40 %. Cependant, en février 2017, AMD a annoncé qu'elle avait en réalité réalisé une augmentation de 52 %.

## Utilisation
L'architecture Zen est utilisée dans les processeurs pour ordinateurs de bureau Ryzen et pour serveurs Epyc, ainsi que dans les Athlon de nouvelle génération.

## Zen+
Zen+ est une évolution de la microarchitecture Zen dont la finesse de gravure passe à 12 nm. Cette nouvelle génération introduit les chipsets B450 et X470, et sont rétrocompatibles avec les cartes mères à chipsets B350 et X370 de la première génération après une mise à jour du BIOS. Les premiers processeurs basés sur Zen+ (série Ryzen 2000) sont sortis en avril 2018.

## Zen 2
La microarchitecture Zen 2, dévoilée le 27 mai 2019, est une évolution plus importante de la microarchitecture Zen, passant d'une gravure de 12 nm à 7 nm (sous-traitée à TSMC). Cette nouvelle évolution est censée apporter un gain de 15 % des IPC par rapport à la précédente génération d'après AMD. Cette nouvelle génération apporte également le support de PCI Express 4.0 et introduit les nouveaux chipsets B550 et X570. Comme pour la précédente génération, ces processeurs sont rétrocompatibles avec les cartes mères à chipsets B450 et X470 et avec la plupart des cartes mères à chipsets B350 et X370 après une mise à jour du BIOS. Les premiers processeurs basés sur Zen 2 (série Ryzen 3000) sont sortis en juillet 2019.

## Zen 3
La microarchitecture Zen 3 succède à Zen 2 en novembre 2020. La microarchitecture est toujours basée sur une gravure en 7 nm (sous-traitée à TSMC). Selon AMD, cette évolution apporte une augmentation de 20 % des IPC par rapport à la précédente génération. Cette microarchitecture est utilisée au sein des nouveaux processeurs de série Ryzen 5000 qui sortent en novembre 2020.
Les processeurs basés sur Zen 3 peuvent être utilisés avec les cartes mères d'ancienne génération (chipsets B450 et X470) en plus des cartes mères de génération plus récente (chipsets B550 et X570).
AMD annonce que cette génération sera la dernière à utiliser de la RAM DDR4 et le socket AM4, les générations à venir utiliseront de la RAM DDR5 et un nouveau type de socket.

## Zen 4
La microarchitecture Zen 4 est dévoilée le 27 septembre 2022 ; elle passe d'une gravure de 7 nm FinFET de TSMC au 5 nm FinFET, toujours produite par TSMC. Cette nouvelle micro-architecture doit apporter un gain d'IPC de 13 %, une amélioration de la fréquence d'horloge de base de 30 %, des performances en jeu jusqu'à 40 % supérieure, et une efficacité énergétique 47 % plus performante par rapport à la génération précédente selon AMD. Elle délaisse le support de la DDR4 et du socket AM4 au profit de la DDR5 et du Socket AM5 et supporte également le PCIe 5.0.